# Ligue 1 2011/2012
Soutěžní ročník Ligue 1 2011/2012 byl 74. ročníkem nejvyšší francouzské fotbalové ligy, od sezony 2002/03 zvané Ligue 1. Soutěž byla započata 6. srpna 2011 a poslední kolo se odehrálo 20. května 2012. Soutěže se účastnilo celkem 20 týmů. Sedmnáct jich postoupilo z minulého ročníku a spadnuvší týmy nahradily 3 nové z Ligue 2.
Mistrovský titul ze sezony 2010/11 obhajovalo Lille OSC, které však do tohoto ročníku vstoupilo velmi špatně a ztráty, které utrpělo v úvodu soutěže, již nedokázalo v jejím průběhu smazat. Naopak silného úvodu využil tým Paris Saint-Germain FC, jehož finanční potenciál se v posledních dvou letech, díky novému majiteli arabského původu, zmnohonásobil. Pařížský klub tedy dominoval soutěži již od 8. kola.
Ve 14. kole se na první pozici dostal Montpellier HSC, který využíval silného domácího prostředí. Po kole 19 se do čela vrátilo PSG a postupně si vybudovalo velmi solidní náskok. Vlastními chybami o něj však přišlo a po 29. kole se do čela definitivně vrátil Montpellier. Definitivu však získal klub z jihu Francie až 20. května, kdy v rámci závěrečného kola porazil na soupeřově Stade de l'Abbé-Deschamps, porazil 2–1 AJ Auxerre.
Montpellier Hérault Sport Club získal svůj historicky první mistrovský titul a zároveň se poprvé kvalifikoval do Ligy mistrů UEFA, kde byl nasazen do základních skupin. Taktéž i vicemistr soutěže Paris Saint-Germain FC, který na mistra ztratil tři body. Třetím týmem, který si zahrál Ligu mistrů byl loňský šampion Lille OSC, kterému se podařilo napravit horší start a o celých 10 bodů předčil čtvrtý Olympique Lyonnais. Do Evropské ligy postoupili kromě Lyonu, který zvítězil i v Coupe de France, Girondins de Bordeaux a Marseille, která si postup zasloužila vítězství v Coupe de la Ligue.

## Složení ligy v ročníku 2011/12
Soutěže se účastní 20 týmů, z toho 17 se kvalifikovalo z minulého ročníku. Poslední tři týmy předchozího ročníku, jimiž byli AS Monaco FC, RC Lens a poslední tým ročníku - AC Arles-Avignon, sestoupili do Ligue 2. Opačným směrem putovali Evian Thonon Gaillard FC (vítěz Ligue 2 2010/11), AC Ajaccio a Dijon FCO.
| Klub                   | 2010/11          | Město         | Stadión                 |
| ---------------------- | ---------------- | ------------- | ----------------------- |
| AC Ajaccio             | Ligue 2          | Ajaccio       | Stade François Coty     |
| AJ Auxerre             | 9.               | Auxerre       | de l'Abbé-Deschamps     |
| Girondins de Bordeaux  | 7.               | Bordeaux      | Stade Chaban-Delmas     |
| Stade Brestois         | 16.              | Brest         | Stade Francis-Le Blé    |
| SM Caen                | 15.              | Caen          | Stade Michel d'Ornano   |
| Dijon FCO              | Ligue 2          | Dijon         | Stade Gaston Gérard     |
| Evian                  | Ligue 2          | Annecy        | Parc des Sports         |
| Lille OSC              | Zlatá medaile    | Villeneuve    | Stadium Lille Métropole |
| FC Lorient             | 11.              | Lorient       | Stade du Moustoir       |
| Olympique Lyonnais     | Bronzová medaile | Lyon          | Stade Gerland           |
| Olympique de Marseille | Stříbrná medaile | Marseille     | Stade Vélodrome         |
| Montpellier HSC        | 14.              | Montpellier   | Stade de la Mosson      |
| AS Nancy               | 13.              | Nancy         | Stade Marcel Picot      |
| OGC Nice               | 17.              | Nice          | Stade du Ray            |
| Paris Saint-Germain    | 4.               | Paříž         | Parc des Princes        |
| Stade Rennais FC       | 6.               | Rennes        | la Route de Lorient     |
| AS Saint-Étienne       | 10.              | Saint-Étienne | Stade Geoffroy-Guichard |
| Sochaux-Montbéliard    | 5.               | Montbéliard   | Stade Auguste Bonal     |
| Toulouse FC            | 8.               | Toulouse      | Stadium Municipal       |
| Valenciennes FC        | 12.              | Valenciennes  | Stade du Hainaut        |

## Tabulka
| Poř. | Tým                    | Z  | V  | R  | P  | VG | OG | B  |
| ---- | ---------------------- | -- | -- | -- | -- | -- | -- | -- |
| 1.   | Montpellier HSC        | 38 | 25 | 7  | 6  | 68 | 34 | 82 |
| 2.   | Paris Saint-Germain FC | 38 | 23 | 10 | 5  | 75 | 41 | 79 |
| 3.   | Lille OSC              | 38 | 21 | 11 | 6  | 72 | 39 | 74 |
| 4.   | Olympique Lyonnais 1   | 38 | 19 | 7  | 12 | 64 | 51 | 64 |
| 5.   | Girondins de Bordeaux  | 38 | 16 | 13 | 9  | 53 | 41 | 61 |
| 6.   | Stade Rennais          | 38 | 17 | 9  | 12 | 53 | 44 | 60 |
| 7.   | AS Saint-Étienne       | 38 | 16 | 9  | 13 | 49 | 45 | 57 |
| 8.   | Toulouse               | 38 | 15 | 11 | 12 | 37 | 34 | 56 |
| 9.   | Evian                  | 38 | 13 | 11 | 14 | 54 | 55 | 50 |
| 10.  | Marseille 2            | 38 | 12 | 12 | 14 | 45 | 41 | 48 |
| 11.  | Nancy                  | 38 | 11 | 12 | 15 | 38 | 48 | 45 |
| 12.  | Valenciennes           | 38 | 12 | 7  | 19 | 40 | 50 | 43 |
| 13.  | OGC Nice               | 38 | 10 | 12 | 16 | 39 | 46 | 42 |
| 14.  | Sochaux                | 38 | 11 | 9  | 18 | 40 | 60 | 42 |
| 15.  | Stade Brestois         | 38 | 8  | 17 | 13 | 31 | 38 | 41 |
| 16.  | Ajaccio                | 38 | 9  | 14 | 15 | 40 | 61 | 41 |
| 17.  | Lorient                | 38 | 9  | 12 | 17 | 35 | 49 | 39 |
| 18.  | Caen                   | 38 | 9  | 11 | 18 | 39 | 59 | 38 |
| 19.  | Dijon                  | 38 | 9  | 9  | 20 | 38 | 63 | 36 |
| 20.  | AJ Auxerre             | 38 | 7  | 13 | 18 | 46 | 57 | 34 |

Poznámky
- Z = Odehrané zápasy; V = Vítězství; R = Remízy; P = Prohry; VG = Vstřelené góly; OG = Obdržené góly; B = Body
- 1  Olympique Lyonnais se jako vítěz Coupe de France 2011–12 kvalifikoval přímo do základní skupiny Evropské Ligy UEFA.
- 2  Marseille se jako vítěz Coupe de la Ligue 2011–12 kvalifikovala do 3. předkola Evropské Ligy UEFA.

|  | Přímý postup do Ligy mistrů 2012/2013              |
|  | Postup do Play-off Ligy mistrů 2012/2013           |
|  | Přímý postup do Evropské Ligy UEFA 2012/2013       |
|  | Postup do Play-off Evropské Ligy UEFA 2012/2013    |
|  | Postup do 3. předkola Evropské Ligy UEFA 2012/2013 |
|  | Sestup do Ligue 2                                  |

## Střelecká listina
O korunu krále střelců tohoto ročníku Ligue 1 se podělili francouz Olivier Giroud, hráč Montpellier HSC a Brazilec Nenê z Paris Saint-Germain FC. Oběma se podařilo vstřelit 21 branek. Olivier Giroud však odehrál méně duelů a oficiálně tak obsadil první příčku.
| P. | Nár       | Hráč            | Tým                 | Branky |
| -- | --------- | --------------- | ------------------- | ------ |
| 1. | Francie   | Olivier Giroud  | Montpellier         | 21     |
| 1. | Brazílie  | Nenê            | Paris Saint-Germain | 21     |
| 3. | Belgie    | Eden Hazard     | Lille               | 20     |
| 4. | Gabon     | P.E. Aubameyang | Saint-Étienne       | 16     |
| 4. | Argentina | Lisandro López  | Lyon                | 16     |
| 6. | Francie   | Bafétimbi Gomis | Lyon                | 14     |
| 6. | Francie   | Yoan Gouffran   | Bordeaux            | 14     |
| 8. | Argentina | Javier Pastore  | Paris Saint-Germain | 13     |
| 9. | Francie   | Loïc Rémy       | Marseille           | 12     |
| 9. | Maroko    | Younès Belhanda | Montpellier         | 12     |

## Vítěz
| Ligue 1 2011/12 Montpellier HSC (1. titul) |